# Kai-Bastian Evers
Kai-Bastian Evers (* 5. Mai 1990 in Lünen) ist ein deutscher Fußballspieler. Er wird in der Abwehr eingesetzt.

## Karriere
In der Jugend spielte Evers für Preußen Lünen, ehe er bereits als Neunjähriger zu Borussia Dortmund wechselte. Dort durchlief er fast alle Jugendabteilungen, gab in dieser Zeit auch sein Debüt in diversen Jugendnationalmannschaften des Deutschen Fußball-Bundes und wechselte zur Saison 2009/10 in die zweite Seniorenmannschaft. Sein Profidebüt in der 3. Liga gab Evers am 21. November 2009, als er am 17. Spieltag bei der 1:4-Auswärtsniederlage des BVB II beim VfL Osnabrück auf der rechten Abwehrseite zum Einsatz kam. Danach spielte er regelmäßig und absolvierte so in seiner Premierenspielzeit insgesamt 16 Partien. Mit der Reserve der Borussen belegte er allerdings am Ende der Runde den 18. Tabellenplatz und somit einen Abstiegsrang. Daraufhin wechselte er zur Saison 2010/11 für ein Jahr zum SV Babelsberg 03, der gerade in die 3. Liga aufgestiegen war. Nach kurzer Vereinslosigkeit wechselte er am 25. Oktober 2011 zu den Sportfreunden Lotte in die Regionalliga West. Zur Saison 2012/13 wechselte er von Lotte in die 3. Liga zu den Stuttgarter Kickers. Nach zwei Jahren verließ er den Verein und schloss sich dem Viertligisten SV Rödinghausen an. Dort verbrachte er zwei Spielzeiten. 2016 wechselte er zum BSV Rehden in die Regionalliga Nord. Zur Beginn der Saison 2017/18 wechselte er zum VfB Oldenburg. Dann war er von 2020 bis 2022 für den SV Lippstadt 08 aktiv und aktuell steht er beim KFC Uerdingen 05 unter Vertrag.

## Erfolge
- Brandenburgischer Landespokalsieger: 2011